# Gerd Kühn
Gerd Kühn (* 15. März 1968) ist ein ehemaliger deutscher Fußballspieler und -trainer.

## Werdegang
Kühn spielte in der Jugend vom VfB Langenfeld, SV Wermelskirchen und Bayer 04 Leverkusen. Mit den Leverkusenern wurde er 1986 deutscher A-Jugend Meister. Später wechselte Kühn von Preußen Krefeld zu Bayer 05 Uerdingen. Mit Bayer, ab 1995 KFC, spielte er in der Bundesliga und in der 2. Bundesliga. Zu Beginn der Saison 1997/98 absolvierte Kühn drei Spiele in der 2. Bundesliga und wechselte dann zu Rot-Weiß Oberhausen in die Regionalliga und schaffte den Aufstieg, er spielte noch ein Jahr für RWO in der 2. Liga.